# Patrícia Costa (atriz)
Patrícia Costa (Rio de Janeiro, 8 de novembro de 1970) é uma atriz, cantora e passista brasileira. Patrícia Costa é formada em artes cênicas pela Casa das Artes de Laranjeiras, licenciada em Dança pela faculdade Angel Vianna em 2007 e escola Portátil de Musica Canto em 2013. Como dançarina, venceu por duas vezes o Estandartes de Ouro: em 1991 como Revelação pela Portela e em 1992 como Melhor Passista Feminino pela Viradouro, escola pela qual foi Rainha de Bateria por oito anos (entre 1992 e 1998 e em 2011), tendo conquistado o título do carnaval carioca em 1997. 
Interpretou Clara Nunes na Comissão de Frente da Paraíso do Tuiuti em 2012, quando a agremiação homenageou a cantora. Atuou como instrutora de dança na Rede Globo para as atrizes Maria Maya em Senhora do Destino e Débora Nascimento em Duas Caras. Como atriz, participou de Malhação: Intensa como a Vida, Totalmente Demais e Bom Sucesso na Rede Globo. Como cantora, Patrícia trabalhou em espetáculos com Jacques Morelenbaun, Jaime Álem, Leandro Braga, Túlio Morão, Josimar Carneiro, Marcelo Neves, Gabriel Moura, Alexandre Elias e José Maria Braga. Atuou em diversos musicais, destacando-se "Orfeu", "No Piano da Patroa", "O Bem do Mar", entre outros.

## Filmografia

### Televisão
| Ano  | Título                        | Personagem             | Nota         |
| ---- | ----------------------------- | ---------------------- | ------------ |
| 2012 | Cheias de Charme              | Reporter de Telejornal |              |
| 2012 | Malhação: Intensa como a Vida | Professora Sônia       | Temporada 20 |
| 2015 | Totalmente Demais             | Cleide                 |              |
| 2018 | Segundo Sol                   | Janice                 | Participação |
| 2018 | O Tempo Não Para              | Alceste                | Participação |
| 2019 | Bom Sucesso                   | Esther                 |              |

### Cinema
| Ano  | Título                                | Personagem | Nota           |
| ---- | ------------------------------------- | ---------- | -------------- |
| 2022 | Tô Ryca 2                             | Beth       |                |
| 2016 | Vidas Partidas                        | Sandra     |                |
| 2015 | Drakkar                               | Mãe        | Curta-metragem |
| 2008 | Tira Os Óculos E Recolhe o Homem      |            | Curta-metragem |
| 2001 | Bolo                                  |            | Curta-metragem |
| 1999 | Orfeu (filme)                         | Lurdes     |                |
| 1998 | Não Me Condenes Antes que Me Explique |            | Curta-metragem |